# 김무영 (1987년)
주노(영어: Juno 주노[*], 본명: 김무영, 본명 한자: 金武映, 1986년 12월 15일~)는 전직 야구 선수 출신의 대한민국의 배우, 가수, 작사가이다. 경기 고양 출생이다.
2007년에 야구 선수를 은퇴한 이후 2010년에 가수로 데뷔했으며, 2012년에는 TV 드라마 배우로, 2015년에는 영화 배우로 데뷔하였다.

## 학력
- 능곡초등학교 졸업(1999년 2월)
- 능곡중학교 졸업(2002년 2월)
- 화수고등학교 1학년 전학(2002년 4월)→한서고등학교 졸업(2005년 2월)
- 동의대학교 체육학과 3학년 중퇴(2007년 11월)

## 생애
1987년 1월 1일(음력 1986년 12월 2일)이라는, 음력 1986년 12월 2일 출생이라 알려졌으나, 이는 호적상 생일이요, 실제 태어난 날은 1986년 12월 15일이다. 1986년 12월 15일(음력 1986년 11월 14일)에 경기도 고양군의 지도읍 토당리에서 아버지 김진석과 그의 부인인 어머니 윤영미의 슬하 2남 중 맏아들(장남)로 출생한, 그의 본명은 김준호이지만 2014년 1월 《씨제스》로 소속사를 이적하면서, 2011년 3월에서부터 김무영으로 개명해 배우로만 활동하겠다고 밝혔다. 그의 이란성 쌍둥이 남동생은 댄스 팝 음악 보이 그룹 《JYJ》의 구성원이었던 가수 겸 뮤지컬 배우 김준수로, 동생 준수는 2021년 1월부터 1인 기획사 CEO를 지내고 있기도 하다.
신장은 188cm이고 체중은 85kg인 그는, 한서고등학교 시절(2002년)에 교내 야구부에서는 투수로 활동했었지만, 현재는 이른바 연예인 야구단의 멤버 활약 이외에는, 야구 관련 활동을 거의 하지는 않는다.
그는 2008년 11월에, MBC TV 프로그램 《스타의 친구를 소개합니다》에 출연하여 화제가 된 적이 있으며, 2009년 1월에 《삼육식품 CF》를 통해 거듭 이름을 알렸다. 서울 강남에 있는 연습실에서 더 원(싱어송라이터·팝 발라드 음악가)에게 보컬 트레이닝을 받았다. 2010년 3월 28일 중화인민공화국 수도 베이징에서 쇼케이스를 열며 가수로 데뷔했고, 다음날인 2010년 3월 29일 자신의 데뷔 음반에 전곡의 수록곡을 공개했다. 가수 활동 당시 그의 예명은 주노(Juno)였다.

## 음반
- 《Juno 1집》(2010년 3월)

## 타 가수 작사 작품
- 작사 : JYJ - 〈Mission(미션)〉
- 작사 : XIA - 〈Tarantallegra(타란탈레그라)〉
- 작사 : XIA - 〈돌고 돌아도〉
- 작사 : XIA - 〈Fever〉
- 작사 : XIA - 〈Thank U For〉
- 작사 : XIA - 〈나비〉
- 작사 : XIA - 〈Hello Hello〉

## 가수 외 활동

### 영화
- 《순진연대》(2015년) ... 소우 역(주역)
- 《익스트림 게임: 서울 어택》(2015년) ... 타일러 킴(Tyler Kim) 역(주연)

### 드라마
- 《지운수대통》 (2012년, TV조선) ... 이동희 역
- 《ピロートーク〜ベッドの思惑〜》(2012년, 간사이TV) ... 스즈키 준타로(Suzuki Juntaro)[9] 역
- 《기황후》 (2013년, MBC) ... 환관 나무 역

### 기타 활동
- 2011년~현재 연예인 축구단 《수원 블루윙즈》 FC MEN의 멤버 ... (등번호 15번)
- 2013년~현재 연예인 야구단 《'개그콘서트 야구단'》의 멤버 ... (등번호 19번)